# Бедлам (фильм, 1993)
«Бедлам» (англ. Beyond Bedlam; также «Большой бедлам», «За пределом безумия») — британский кинофильм 1993 года режиссёра Вадима Жана, смесь психологический триллера и фильма ужасов, который включает в себя элементы, знакомые по фильмам Кошмар на улице Вязов. Главные роли в фильме исполняют Крэйг Фэйрбрэсс, Элизабет Хёрли и Кит Аллен. Этот фильм является экранизацией произведения Гарри Эдама Найта.

## Сюжет
Детектив Терри Гамильтон семь лет назад поймал маньяка, прозванного Костяным Человеком. Настоящее его имя — Гилмор. Гилмора решили использовать для научных целей и он сейчас главный пациент доктора Стефани Лилл. Стефани Лилл испытывает на Гилморе новое успокаивающее средство, названное БФНД. Она хочет изобрести лекарство, которое позволит лечить сумасшествие у людей. Первоначально препарат вызывал только галлюцинации, но затем оказал на Гилмора совсем неожиданный эффект.

## В ролях
- Крэйг Фэйрбрэсс — Терри Гамильтон
- Элизабет Хёрли — Стефани Лиелл
- Кит Аллен — Марк Гилмор
- Анита Добсон — Джудит
- Джесси Бердсолл — Скотт
- Крэйг Келли — Мэттью Гамильтон
- Фэйт Кент — мисс Куп

## Интересные факты
- В русском переводе фильм имеет и другие название — «По ту сторону ужаса», «За пределом безумия»
- Фильм был номинирован на фестивале «Фантаспорто» (Fantasporto), проходящем каждый год в городе Порту в Португалии в номинации International Fantasy Film Award